# Serradigitus adcocki
Espèce
Synonymes
- Vaejovis adcocki Williams, 1980

Serradigitus adcocki est une espèce de scorpions de la famille des Vaejovidae.

## Distribution
Cette espèce est endémique de Basse-Californie du Sud au Mexique. Elle se rencontre vers Loreto et sur Coronado, Danzante, Monserrate, San José, San Francisco et Jacques Cousteau.

## Description
Le mâle holotype mesure 39,5 mm et la femelle paratype 40,0 mm.

## Systématique et taxinomie
Cette espèce a été décrite sous le protonyme Vaejovis adcocki par Williams en 1980. Elle est placée dans le genre Serradigitus par Williams et Berke en 1986.

## Étymologie
Cette espèce est nommée en l'honneur de Richard Adcok.

## Publication originale
- Williams, 1980 : « Scorpions of Baja California, Mexico, and adjacent islands. » Occasional Papers California Academy of Sciences, no 135, p. 1-127 (texte intégral).